# لینزنگرایشت
لینزنگرایشت (به آلمانی: Linsengericht) یک شهرک و شهر در آلمان است که در ماین-کینتسیگ واقع شده‌است. لینزنگرایشت ۹٬۷۷۷ نفر جمعیت دارد.